# Rossmoor (Kalifornia)
Rossmoor – jednostka osadnicza w Stanach Zjednoczonych, w stanie Kalifornia, w hrabstwie Orange.